# 水族館口停留場
水族館口停留場（日语：／ Suizokukanguchi teiryūjō */?），又稱水族館口電車站，是位於鹿兒島縣鹿兒島市易居町，鹿兒島市交通局（鹿兒島市電）第一期線的電車站。車站編號為I03（1系統）和N03（2系統）。
此站最接近鹿兒島水族館。

## 歷史
- 1914年12月20日 - 鹿兒島電氣軌道開設高野山通停留場。
- 1928年（昭和3年）7月1日 - 鹿兒島市電氣局接管路線。
- 1933年（昭和8年）1月 - 改組成為鹿兒島市交通課路線。
- 日期不詳 - 廢止。
- 1956年5月10日 - 鹿兒島市交通局再次開設此電車站，名為縣廳前停留場。
- 1996年11月6日 - 隨著縣廳遷移，此電車站名為縣廳跡停留場。
- 1997年9月3日 - 隨著鹿兒島水族館（日语：いおワールドかごしま水族館）開幕，電車站改名為水族館口停留場。

## 電車站構造
此電車站設有2面2線的相對式低地台月台。兩月台上設有電車接近顯示器和廣播系統。兩月台可讓輪椅人士上落。但是電動輪椅人士由於月台寬度問題使不能使用此電車站。此站是無人車站，站內不可購買車票。

### 運行系統
此電車站是第一期線電車站之一。■1系統和■2系統會駛入此站。

## 使用狀況
| 1日上下車人次變化 | 1日上下車人次變化 |
| 年度              | 1日平均人次       |
| ----------------- | ----------------- |
| 2011年            | 1,184             |
| 2012年            | 1,190             |
| 2013年            | 1,222             |
| 2014年            | 1,177             |
| 2015年            | 1,109             |

## 電車站周邊
- 櫻島渡輪碼頭
- 鹿兒島水族館（日语：いおワールドかごしま水族館）（步行8分鐘）
- 市區港口21
- 鹿兒島縣民交流中心　－　舊鹿兒島縣廳遺蹟
- 鹿兒島縣政記念館　－　重要有形文化財指定
- 鹿児島地方裁判所、家庭裁判所、簡易裁判所合同廳舍
  - 鹿兒島地方裁判所（日语：鹿児島地方裁判所）
  - 鹿兒島家庭裁判所（日语：鹿児島家庭裁判所）
  - 鹿兒島簡易裁判所（日语：鹿児島簡易裁判所）
- 私學校蹟
- 鹿兒島農政事務所
- 鹿兒島市立長田中學 - 前縣立女子師範附屬小學
- 鹿兒島市消防局（日语：鹿児島市消防局）
- 赤星停車大樓
- JR九州巴士「水族館口」巴士站

## 相鄰電車站
鹿兒島市交通局
鹿兒島市電■1系統、■2系統
櫻島棧橋通（I02/N02）－水族館口（I03/N03）－市役所前（I04/N04）

## 注腳
1. ↑  国土数値情報(駅別乗降客数データ)  （页面存档备份，存于）（日語） - 國土交通省，2018年12月10日參閲

## 外部連結
- 鹿兒島市交通局 （页面存档备份，存于）（日語）